# Lonchoptera nigrociliata
Lonchoptera nigrociliata is een vliegensoort uit de familie van de Lonchopteridae. De wetenschappelijke naam van de soort is voor het eerst geldig gepubliceerd in 1927 door Duda.